# Prodegeeria pammelaena
Prodegeeria pammelaena är en tvåvingeart som först beskrevs av Henry J. Reinhard 1952.  Prodegeeria pammelaena ingår i släktet Prodegeeria och familjen parasitflugor. Inga underarter finns listade i Catalogue of Life.